# 瓦尔特·克吕格尔 (运动员)
瓦尔特·克吕格尔（德語：Walter Krüger，1930年4月11日—2018年10月28日），德国男子田径运动员。他曾代表德国联队参加1960年夏季奥林匹克运动会田径比赛，获得男子标枪银牌。